# El lobo humano
El lobo humano (en el original en inglés, Werewolf of London) es una película de terror de 1935 dirigida por Stuart Walker, protagonizada por Henry Hull como el hombre lobo y producida por Universal Pictures. El maquillaje del hombre lobo creado por Jack Pierce era similar pero más simplificado que su versión seis años más tarde para Lon Chaney, Jr. en la más conocida El hombre lobo. Werewolf of London fue la primera película de Hollywood en presentar un hombre lobo. El reparto incluye a Warner Oland, Valerie Hobson, Lester Matthews, y Spring Byington.

## Argumento
Wilfred Glendon (Henry Hull) es un rico y mundialmente reconocido botánico inglés que viaja al Tíbet en busca de la rara planta nativa mariphasa. Mientras se encuentra allí, es atacado y mordido por una criatura que más tarde se revelará ser un hombre lobo, aunque tiene éxito en su objetivo de encontrar un espécimen de la planta. Una vez de regreso a casa en Londres, durante la fiesta que ofrece para presentar su hallazgo, se le acerca un colega botánico, el doctor Yogami (Warner Oland), que afirma haberle conocido en el Tíbet mientras también buscaba la mariphasa. Yogami advierte a Glendon que el mordisco de un hombre lobo le causará convertirse también en hombre lobo, añadiendo que la savia de la mariphasa es un antídoto provisional para la enfermedad.
Glendon no cree al misterioso Yogami. Al menos, no hasta que empieza a experimentar los primeros síntomas de licantropía, primero cuando el vello de su mano crece rápidamente bajo los rayos de la luna concentrados en su lámpara, que está usando en un esfuerzo por hacer florecer la mariphasa, que solo lo hace bajo la luna llena, y más tarde la noche durante la primera luna llena. En ese momento, Glendon es capaz de utilizar la mariphasa florecida para detener su transformación. En la segunda ocasión, su esposa Lisa (Valerie Hobson) está fuera en una fiesta en casa de su tía Ettie con su amigo de infancia y antiguo admirador, Paul Ames (Lester Matthews), permitiendo que rápidamente un Glendon transformándose pueda cruzar la casa camino del laboratorio, con la esperanza de adquirir las flores de mariphasa y detener su segunda transformación. Desafortunadamente el doctor Yogami, que se revela es un hombre lobo, se ha colado en el laboratorio de su rival y robado las dos únicas plantas florecidas. Como la tercera aun no ha florecido, Glendon no tiene suerte.
Llevado por su instinto de cazar y matar, se pone su sombrero y abrigo y sale a la ciudad entre la oscuridad y la niebla, matando a una chica inocente. Lleno de remordimientos, Glendon empieza a desatender (más de lo habitual) a Lisa, que ante su ausencia empieza a acercarse a Paul, y hace numerosos intentos inútiles por alejarse de casa, incluyendo alquilar una habitación en una pensión. Sin embargo, siempre que se transforma en hombre lobo huye y mata otra vez. Después de un tiempo, la tercera flor de mariphasa finalmente florece, pero para horror de Glendon, es robada por Yogami, que ha entrado al laboratorio mientras Glendon le da la espalda. Cogiendo a Yogami en el acto, Glendon finalmente se da cuenta de que Yogami era el hombre lobo que le atacó en el Tíbet. Después de convertirse en hombre lobo otra vez y matar a Yogami, Glendon va a la casa en busca de Lisa, porque el instinto del hombre lobo casi siempre lo impulsa a destruir lo que más quiere.
Después de atacar a Paul en el jardín delantero de Glendon Manor, pero sin matarlo, Glendon irrumpe en la casa, acorrala a Lisa en la escalera y está a punto de matarla cuando el tío de Paul, el coronel Sir Thomas Forsythe (Lawrence Grant) de Scotland Yard, que llega con varios de los agentes policiales que investigan la ola de crímenes, dispara a Glendon. Mientras yace moribundo al pie de la escalera, Glendon, todavía en forma de hombre lobo, habla: primero para dar las gracias al coronel Forsythe por la bala misericordiosa, luego para despedirse de Lisa, disculpándose por no haberla hecho más feliz. Glendon luego muere, recuperando su forma humana con la muerte.

## Reparto
- Henry Hull como doctor Wilfred Glendon
- Warner Oland como doctor Yogami
- Valerie Hobson como Lisa Glendon
- Lester Matthews como Paul Ames
- Lawrence Grant como Sir Thomas Forsythe
- Spring Byington como Miss Ettie Coombes
- Clark Williams como Hugh Renwick
- J. M. Kerrigan como Hawkins
- Charlotte Granville como Lady Forsythe
- Ethel Griffies como Mrs. Whack
- Zeffie Tilbury como Mrs. Moncaster
- Jeanne Bartlett como Daisy

## Producción

### Sonido y maquillaje
El diseño original de Jack Pierce para Henry Hull era idéntico al que utilizó más tarde para Lon Chaney, Jr. en El hombre lobo, pero fue rehusado a favor de un enfoque más minimalista que ocultaba menos las expresiones faciales. Aunque a menudo se ha informado que esto era porque Hull estaba poco dispuesto a pasar varias horas inmóvil mientras le era aplicado el maquillaje, o porque no quería ocultar su rostro por vanidad, la razón real, según el sobrino nieto del actor, Cortlandt Hull, que lo escuchó del propio Hull, es que Hull— que era un artista del maquillaje por derecho propio— argumentó que, según el guion, el hombre lobo tenía que ser reconocible a los otros personajes como el doctor Glendon. Esto no habría sido posible bajo un maquillaje más extremo. Pierce se resistió al cambio, por lo que Hull se dirigió al jefe del estudio, Carl Laemmle, que lo aprobó así, para molestia de Pierce.
El aullido del hombre lobo era una mezcla de audio del de Hull y un auténtico lobo gris, un enfoque que nunca volvió a repetirse en ninguna película de hombres lobo posteriores. Además, al comienzo de la película, el supuesto "tibetano" hablado por los aldeanos es en realidad cantonés; Henry Hull murmura tonterías en sus respuestas a ellos.

## Recepción
En Rotten Tomatoes, la película tiene un índice de aprobación de 77% basada en trece reseñas, con una calificación promedio de 6,4/10.
Frank S. Nugent, revisando en The New York Times cual era la última película en aparecer en el teatro Rialto antes de su demolición y reconstrucción en 1935, llamó a la película un "pedazo encantador de licantropía"; según Nugent:
"Diseñada únicamente para sorprender y horrorizar, la película realiza su tarea con minuciosidad encomiable, sin escatimar detalles espeluznantes y saltando de escena en escena con facilidad más grande incluso que la atribuida a un osado joven trapecista. Admitiendo que la idea central ha sido utilizada antes, la imagen todavía atrapa la atención de los entusiastas de la acción y el terror. Es un estreno ideal para el viejo Rialto, que se ha convertido en la ciudadela del melodrama entre las casas pintorescas de Times Square."
El crítico de cine Leonard Maltin otorgó a la película dos y media de cuatro estrellas, describiéndola como "anticuada pero eficaz" y destacando la interpretación de Oland como el doctor Yogami.
La película fue considerada en su momento demasiado similar a Dr. Jekyll y Mr. Hyde (1931) con Fredric March, que había sido estrenada pocos años antes, y fue un fracaso en taquilla.

## Legado
La película inspiró al menos cinco títulos de la cultura popular: la canción de Warren Zevon de 1978  "Werewolves of London"; el álbum de 1980 de Paul Roland "The Werewolf of London"; la película de 1981 Un hombre lobo americano en Londres, la secuela de 1997 Un hombre lobo americano en París y el videojuego de 1987 Werewolves of London.
La película fue reestrenada en 1951 por Realart Pictures.
La historia ha sido novelizada dos veces. En 1977, en una novela en rústica escrita bajo el seudónimo "Carl Dreadstone" (ahora confirmado como Walter Harris) como parte de una serie de libros basados en las películas de terror clásicas de la Universal.
La segunda novela fue publicada en 1985, como parte de la colección Crestwood House en cartoné, también una serie de libros basada en los monstruos clásicos de la Universal; en este caso el autor era Carl Green, y su obra era considerablemente más corta y mucho más fiel al argumento de la película, ilustrada además extensamente con fotogramas del largometraje.
El diseño minimalista de Jack Pierce del hombre lobo ha sido referenciado e imitado en otros trabajos sobre hombres lobo, como la película Lobo de 1994, con Jack Nicholson así como la serie Showtime Penny Dreadful.